# 大阪倉庫
大阪倉庫株式会社（おおさかそうこ、英称:Osaka Warehouse Co.,Ltd.）は、大阪市に本社を置く、NXグループの倉庫会社である。

## 概要
倉庫業を主な業務とし、一般倉庫のほか、食品を保管する定温倉庫、危険物倉庫なども所有する。
また、不動産業も展開し、賃貸管理・仲介などを行う。

## 沿革
- 1921年（大正10年）12月 - 大阪市港区にて会社設立。
- 1951年（昭和26年）12月 - 本社を大阪市西区安治川に移転。
- 1973年（昭和48年）1月 - 不動産事業を開始。
- 1975年（昭和50年）10月 - 宅地建物取引業免許を取得[2]。
- 2015年（平成27年）9月 - 本社を大阪市中央区今橋に移転。

## 主な事業所
- 安治川営業所 - 〒550-0026 大阪府大阪市西区安治川一丁目2番24号
- 水走営業所 - 〒578-0921 大阪府東大阪市水走五丁目6番23号
- 八幡化学品センター - 〒614-8128 京都府八幡市下奈良野神32番1
- 東京営業所 - 〒104－0031 東京都中央区京橋二丁目4番12号 京橋第一生命ビル3階